# Нижній Зоргол
Нижній Зорго́л (рос. Нижний Зоргол) — село у складі Приаргунського округу Забайкальського краю, Росія.

## Історія
Село утворено 2013 року шляхом виділення зі складу села Зоргол.